# Генералисана хипергеометријска функција
За друге генерализације хипергеометријске функције, погледајте хипергеометријску функцију
Не треба мешати са општом хипергеометријском функцијом
Генералисани хипергеометријски ред у математици, је степени ред у ком однос узастопних коефицијената индексиран са n је рационална функција n-а. Ред, ако конвергира, дефинише генералисану хипергеометријску функцију, која тада може бити дефинисана у ширем домену аргумената аналитичким наставком. Генералисани хипергеометријски ред се понекад назива хипергеометријски ред, мада се овај термин понекад односи само на Гаусов геометријски ред. Генералисана хипергеометријска функција укључује (Гаусову) хипергеметријску функцију и конфлуентну хипергеометријску функцију као специјалне случајеве, који заузврат има много одређених специјалних функција, као специјалних случајева, као што су елементарна функција, Баселова функција, и класични ортогонални полиноми.

## Обележавање
Хипергеметријски редови се формално дефинишу као степени редови 
{\displaystyle \beta _{0}+\beta _{1}z+\beta _{2}z^{2}+\dots =\sum _{n\geqslant 0}\beta _{n}z^{n}}
у којима је однос узастопних коефицијената рационална функција н-а. То је,
{\displaystyle {\frac {\beta _{n+1}}{\beta _{n}}}={\frac {A(n)}{B(n)}}}
где су A(n) и B(n) полиноми n-а.
На пример, за случај низа експоненцијалне функције,
{\displaystyle 1+{\frac {z}{1!}}+{\frac {z^{2}}{2!}}+{\frac {z^{3}}{3!}}+c\dots ,}
имамо:
{\displaystyle \beta _{n}={\frac {1}{n!}},\qquad {\frac {\beta _{n+1}}{\beta _{n}}}={\frac {1}{n+1}}.}

Што задовољава дефиницију да је A(n) = 1 и B(n) = n + 1.
Из историјских разлога, претпоставља се да је (1 + n) фактор B-а. Ако ово већ није случај, онда и A и B могу бити помножени овим фактором; фактор се поништава, тако да термини остају непрмењени и не постоји губитак генералности.
Однос узстопних коефицијената је сада
{\displaystyle {\frac {c(a_{1}+n)\dots (a_{p}+n)}{d(b_{1}+n)\dots (b_{q}+n)(1+n)}}},
где су c и d водећи коефицијенти A и B. Ред онда има форму
{\displaystyle 1+{\frac {a_{1}\dots a_{p}}{b_{1}\dots b_{q}.1}}{\frac {cz}{d}}+{\frac {a_{1}\dots a_{p}}{b_{1}\dots b_{q}.1}}{\frac {(a_{1}+1)\dots (a_{p}+1)}{(b_{1}+1)\dots (b_{q}+1).2}}\left({\frac {cz}{d}}\right)^{2}+\dots },
или, скалирањем z одговарајућим фактором и преуређењем, 
{\displaystyle 1+{\frac {a_{1}\dots a_{p}}{b_{1}\dots b_{q}}}{\frac {z}{1!}}+{\frac {a_{1}(a_{1}+1)\dots a_{p}(a_{p}+1)}{b_{1}(b_{1}+1)\dots b_{q}(b_{q}+1)}}{\frac {z^{2}}{2!}}+\dots }.
Ово има форму експоненцијалне генералисане функције. Стандардно обележавање овог реда је обично означено као:
{\displaystyle {}_{p}F_{q}(a_{1},\ldots ,a_{p};b_{1},\ldots ,b_{q};z)}
или
{\displaystyle \,{}_{p}F_{q}\left[{\begin{matrix}a_{1}&a_{2}&\ldots &a_{p}\\b_{1}&b_{2}&\ldots &b_{q}\end{matrix}};z\right]}
Користећи растући факторијел или Покамеров симбол:
{\displaystyle {\begin{aligned}(a)_{0}&=1,\\(a)_{n}&=a(a+1)(a+2)...(a+n-1),&&n\geq 1\end{aligned}}}
ово се може написати као
{\displaystyle \,{}_{p}F_{q}(a_{1},\ldots ,a_{p};b_{1},\ldots ,b_{q};z)=\sum _{n=0}^{\infty }{\frac {(a_{1})_{n}\dots (a_{p})_{n}}{(b_{1})_{n}\dots (b_{q})_{n}}}\,{\frac {z^{n}}{n!}}}
(Приметимо да ова употреба Покамеровог симбола није стандардна, али је стандардна употреба у овом контексту.)

## Специјални случајеви
Неке од функција које се односе на сложеније хипергеометријске функције укључују:
- Дилогаритам:[1]

{\displaystyle \operatorname {Li} _{2}(x)=\sum _{n>0}\,{x^{n}}{n^{-2}}=x\;{}_{3}F_{2}(1,1,1;2,2;x)}
- Хан полиноми:

{\displaystyle Q_{n}(x;a,b,N)={}_{3}F_{2}(-n,-x,n+a+b+1;a+1,-N+1;1).\ }
- Вилсон полиноми:

{\displaystyle p_{n}(t^{2})=(a+b)_{n}(a+c)_{n}(a+d)_{n}\;{}_{4}F_{3}\left({\begin{matrix}-n&a+b+c+d+n-1&a-t&a+t\\a+b&a+c&a+d\end{matrix}};1\right).}

## Терминологија
Када су сви термини реда дефинисани и када има не-нулу радијус конвергенције, тада ред дефинише аналитичку функцију. Таква функција, и њен аналитички наставак, се зове хипереометријска функција.
Случај када је радијус конвергенције 0 производи много интересантних редова у математици, на пример непотпуна гама функција има асимптотско проширење. 
{\displaystyle \Gamma (a,z)\sim z^{a-1}e^{-z}\left(1+{\frac {a-1}{z}}+{\frac {(a-1)(a-2)}{z^{2}}}\dots \right)}
што се може записати као za−1e−z 2F0(1−a,1;;−z−1). Међутим, употреба термина хипергеометријски ред је обично ограничена на случај када ред дефинише стварну аналитичку функцију.
Обичне гипергеометријске редове не треба мешати са основним хипергеометријским редовима, који, упркос свом имену, представљају прилично компликованије и нејасне редове. Основни ред је ку-аналоган обичном хипергеометријском реду. Постоји неколико таквих генералисања обичних хипергеометријских редова, укључујући и оне које произилазе из зоналне сферне функције на Римановим симетричним просторима.
Редови без фактора n! у имениоцу (сабрани сви цели бројеви n, укључујући и негативне) називају се билатерални гипергеометријски редови.

## Конвергенција услова
Постоје одређене вредности aj и bk за које је бројилац или именилац коефицијената 0.
- Ако је било који aj не-позитивни цео број (0, −1, −2, etc.) онда ред има само коначан број термина и, у ствари, је полином степена −aj.
- Ако је било који bk не-позитивни цео број (узимајући у обзир претходни случај −bk < aj) онда именилац постаје 0 и ред је недефинисан..

Узимајући у обзир ове случајеве, тест односа може бити примењен за одређивање полупречника конвергенције.
- Ако је p < q + 1 онда однос коефицијената тежи нули. Ово имплицира да ред конвергира за сваку коначну вредност z. Пример је снага реда за експоненцијалну функцију.
- Ако је p = q + 1 онда однос коефицијената тежи јединици. Ово имплицира да ред конвергира за  |z| < 1 и дивергира за |z| > 1. Да ли конвергира за |z| = 1 је теже одредити. Аналитички нставак може бити од користи за велике вредности z.
- Ако је p > q + 1 онда однос коефицијената расте без граница. Ово имплицира, да осим када је z = 0, ред дивергира. Ово је онда дивергентни или асимптотски ред, или се може тумачити као симболичка стенографија за диференцијалну једначину да збир задовољава.

Питање конвергенције за p=q+1 када је z на јединици кружнице је теже. Може се показати да ред апсолутно конвергира за z = 1 ако је
{\displaystyle \Re \left(\sum b_{k}-\sum a_{j}\right)>0}.
Додатно, ако је p=q+1, {\displaystyle \sum _{i=1}^{p}a_{i}\geq \sum _{j=1}^{q}b_{j}} и z је реалан број, онда се следећа конвергенција задржава. (Quigley et al 2013):
{\displaystyle \lim _{z\rightarrow 1}(1-z){\frac {d\log(_{p}F_{q}(a_{1},\ldots ,a_{p};b_{1},\ldots ,b_{q};z^{p}))}{dz}}=\sum _{i=1}^{p}a_{i}-\sum _{j=1}^{q}b_{j}}.

## Основне особине
{\displaystyle \,{}_{2}F_{1}(3,1;1;z)=\,{}_{2}F_{1}(1,3;1;z)=\,{}_{1}F_{0}(3;;z)}.

### Ојлерова трансформација интеграла
Следећи основни идентитет је веома користан јер повезује хипергеометријске функције вишег реда у смислу интеграла над нижим редовима
{\displaystyle {}_{A+1}F_{B+1}\left[{\begin{array}{c}a_{1},\ldots ,a_{A},c\\b_{1},\ldots ,b_{B},d\end{array}};z\right]={\frac {\Gamma (d)}{\Gamma (c)\Gamma (d-c)}}\int _{0}^{1}t^{c-1}(1-t)_{}^{d-c-1}\ {}_{A}F_{B}\left[{\begin{array}{c}a_{1},\ldots ,a_{A}\\b_{1},\ldots ,b_{B}\end{array}};tz\right]dt}

### Диференцијација
Генералисана хипергеометријска функција задовољава
{\displaystyle {\begin{aligned}\left(z{\frac {\rm {d}}{{\rm {d}}z}}+a_{j}\right){}_{p}F_{q}\left[{\begin{array}{c}a_{1},\dots ,a_{j},\dots ,a_{p}\\b_{1},\dots ,b_{q}\end{array}};z\right]&=a_{j}\;{}_{p}F_{q}\left[{\begin{array}{c}a_{1},\dots ,a_{j}+1,\dots ,a_{p}\\b_{1},\dots ,b_{q}\end{array}};z\right]\\\left(z{\frac {\rm {d}}{{\rm {d}}z}}+b_{k}-1\right){}_{p}F_{q}\left[{\begin{array}{c}a_{1},\dots ,a_{p}\\b_{1},\dots ,b_{k},\dots ,b_{q}\end{array}};z\right]&=(b_{k}-1)\;{}_{p}F_{q}\left[{\begin{array}{c}a_{1},\dots ,a_{p}\\b_{1},\dots ,b_{k}-1,\dots ,b_{q}\end{array}};z\right]\\{\frac {\rm {d}}{{\rm {d}}z}}\;{}_{p}F_{q}\left[{\begin{array}{c}a_{1},\dots ,a_{p}\\b_{1},\dots ,b_{q}\end{array}};z\right]&={\frac {\prod _{i=1}^{p}a_{i}}{\prod _{j=1}^{q}b_{j}}}\;{}_{p}F_{q}\left[{\begin{array}{c}a_{1}+1,\dots ,a_{p}+1\\b_{1}+1,\dots ,b_{q}+1\end{array}};z\right]\end{aligned}}}
Комбиновањем овога добијамо диференцијалну једначину заводољиву са w = pFq:
{\displaystyle z\prod _{n=1}^{p}\left(z{\frac {\rm {d}}{{\rm {d}}z}}+a_{n}\right)w=z{\frac {\rm {d}}{{\rm {d}}z}}\prod _{n=1}^{q}\left(z{\frac {\rm {d}}{{\rm {d}}z}}+b_{n}-1\right)w}.

## Гранична функција и повезани идентитети
Узмимо следећи израз:
{\displaystyle \vartheta =z{\frac {\rm {d}}{{\rm {d}}z}}.}
Из диференцијалне формуле дате горе, линеарни простор обухвата
{\displaystyle {}_{p}F_{q}(a_{1},\dots ,a_{p};b_{1},\dots ,b_{q};z),\vartheta \;{}_{p}F_{q}(a_{1},\dots ,a_{p};b_{1},\dots ,b_{q};z)}
садржећи сваки од
{\displaystyle {}_{p}F_{q}(a_{1},\dots ,a_{j}+1,\dots ,a_{p};b_{1},\dots ,b_{q};z),}
{\displaystyle {}_{p}F_{q}(a_{1},\dots ,a_{p};b_{1},\dots ,b_{k}-1,\dots ,b_{q};z),}
{\displaystyle z\;{}_{p}F_{q}(a_{1}+1,\dots ,a_{p}+1;b_{1}+1,\dots ,b_{q}+1;z),}
{\displaystyle {}_{p}F_{q}(a_{1},\dots ,a_{p};b_{1},\dots ,b_{q};z).}
Како простор има две димензије, било које три од ових p+q+2 функција су линеарно зависне. Ова зависност може бити написана да генералише велики број идентитета укључујући {\displaystyle {}_{p}F_{q}}.
На пример, у најједноставнијем не-тривијалном случају,
{\displaystyle \;{}_{0}F_{1}(;a;z)=(1)\;{}_{0}F_{1}(;a;z)},
{\displaystyle \;{}_{0}F_{1}(;a-1;z)=({\frac {\vartheta }{a-1}}+1)\;{}_{0}F_{1}(;a;z)},
{\displaystyle z\;{}_{0}F_{1}(;a+1;z)=(a\vartheta )\;{}_{0}F_{1}(;a;z)},
Тако је
{\displaystyle \;{}_{0}F_{1}(;a-1;z)-\;{}_{0}F_{1}(;a;z)={\frac {z}{a(a-1)}}\;{}_{0}F_{1}(;a+1;z)}.
Овај, и други важни примери,
{\displaystyle \;{}_{1}F_{1}(a+1;b;z)-\,{}_{1}F_{1}(a;b;z)={\frac {z}{b}}\;{}_{1}F_{1}(a+1;b+1;z)},
{\displaystyle \;{}_{1}F_{1}(a;b-1;z)-\,{}_{1}F_{1}(a;b;z)={\frac {az}{b(b-1)}}\;{}_{1}F_{1}(a+1;b+1;z)},
{\displaystyle \;{}_{1}F_{1}(a;b-1;z)-\,{}_{1}F_{1}(a+1;b;z)={\frac {(a-b+1)z}{b(b-1)}}\;{}_{1}F_{1}(a+1;b+1;z)}
{\displaystyle \;{}_{2}F_{1}(a+1,b;c;z)-\,{}_{2}F_{1}(a,b;c;z)={\frac {bz}{c}}\;{}_{2}F_{1}(a+1,b+1;c+1;z)},
{\displaystyle \;{}_{2}F_{1}(a+1,b;c;z)-\,{}_{2}F_{1}(a,b+1;c;z)={\frac {(b-a)z}{c}}\;{}_{2}F_{1}(a+1,b+1;c+1;z)},
{\displaystyle \;{}_{2}F_{1}(a,b;c-1;z)-\,{}_{2}F_{1}(a+1,b;c;z)={\frac {(a-c+1)bz}{c(c-1)}}\;{}_{2}F_{1}(a+1,b+1;c+1;z)},
се могу користити за генерисање наставка разломка израза познатог као Гаусов наставак разломка.
Слично томе, применом формуле диференцијалице два пута, постије  {\displaystyle {\binom {p+q+3}{2}}} такве функције садржане у
{\displaystyle \{1,\vartheta ,\vartheta ^{2}\}\;{}_{p}F_{q}(a_{1},\dots ,a_{p};b_{1},\dots ,b_{q};z),}
Функција добијена додавањем ±1 тачно једном од параметара aj, bk у
{\displaystyle {}_{p}F_{q}(a_{1},\dots ,a_{p};b_{1},\dots ,b_{q};z)}
се зове гранична за
{\displaystyle {}_{p}F_{q}(a_{1},\dots ,a_{p};b_{1},\dots ,b_{q};z).}
Користећи технику која је горе наведена, идентитет који се односи на {\displaystyle {}_{0}F_{1}(;a;z)} и његове две суседне функције могу бити дате, шест идентитета повезујући {\displaystyle {}_{1}F_{1}(a;b;z)} и било које две његове функције, и петнаести идентитет повезујући {\displaystyle {}_{2}F_{1}(a,b;c;z)} и било које две од његових шест узастопних функција су нађене. (Прва је изведена у претходном пасусу. Последњу петнаесту је дао Гаус у свом раду 1812. године)

## Идентитети
За идентитете који укључују Гаусову хипергеометријску функцију 2F1, види Хипергеометријску функцију.
Известан број других идентитета хипергеометријских функција откривен је у деветнаестом и двадесетом веку. Допринос 20. век методологији доказивања ових идентитета је Егоричев метод.

### Заилшуцова теорема
Заилшуцова теорема Saalschütz 1890 је
{\displaystyle {}_{3}F_{2}(a,b,-n;c,1+a+b-c-n;1)={\frac {(c-a)_{n}(c-b)_{n}}{(c)_{n}(c-a-b)_{n}}}.}
За проширење ове теореме, види истраживачки рад Рака и Рати.

### Диксонов идентитет
Диксоном идентитет, доказан од стране Dixon (1902), даје суму добро-уравнотеженог 3F2 за 1:
{\displaystyle {}_{3}F_{2}(a,b,c;1+a-b,1+a-c;1)={\frac {\Gamma (1+{\frac {a}{2}})\Gamma (1+{\frac {a}{2}}-b-c)\Gamma (1+a-b)\Gamma (1+a-c)}{\Gamma (1+a)\Gamma (1+a-b-c)\Gamma (1+{\frac {a}{2}}-b)\Gamma (1+{\frac {a}{2}}-c)}}.}
За генералисање Диксоновог идентитета, види истраживачки рад Лавојеа, и сарадника.

### Дугалова формула
Дугалова формула (Dougall 1907)  даје збир окончаних добро-уравнотежених  редова:
{\displaystyle {\begin{aligned}{}_{7}F_{6}&\left({\begin{matrix}a&1+{\frac {a}{2}}&b&c&d&e&-m\\&{\frac {a}{2}}&1+a-b&1+a-c&1+a-d&1+a-e&1+a+m\\\end{matrix}};1\right)=\\&={\frac {(1+a)_{m}(1+a-b-c)_{m}(1+a-c-d)_{m}(1+a-b-d)_{m}}{(1+a-b)_{m}(1+a-c)_{m}(1+a-d)_{m}(1+a-b-c-d)_{m}}}\end{aligned}}}
под условом да је m не-негативан цео број (тако да се ред завршава) и
{\displaystyle 1+2a=b+c+d+e-m.}
Много других формула за специјалне вредности хипергеометријске функције може бити изведено из овога као специлани или ограничени случајеви.

### Генераллисане Камерове трансформације и идентитети за2F2
Идентитет 1.
{\displaystyle e^{-x}\;{}_{2}F_{2}(a,1+d;c,d;x)={}_{2}F_{2}(c-a-1,f+1;c,f;-x)}
где је
{\displaystyle f={\frac {d(a-c+1)}{a-d}}};
Идентитет 2.
{\displaystyle e^{-{\frac {x}{2}}}\,{}_{2}F_{2}\left(a,1+b;2a+1,b;x\right)={}_{0}F_{1}\left(;a+{\tfrac {1}{2}};{\tfrac {x^{2}}{16}}\right)-{\frac {x\left(1-{\tfrac {2a}{b}}\right)}{2(2a+1)}}\;{}_{0}F_{1}\left(;a+{\tfrac {3}{2}};{\tfrac {x^{2}}{16}}\right),}
који повезује Баселову функцију 2F2; ово се своди на Камерову другу формулу b = 2a:
Идентитет 3.
{\displaystyle e^{-{\frac {x}{2}}}\,{}_{1}F_{1}(a,2a,x)={}_{0}F_{1}\left(;a+{\tfrac {1}{2}};{\tfrac {x^{2}}{16}}\right)}.
Идентитет 4.
{\displaystyle {\begin{aligned}{}_{2}F_{2}(a,b;c,d;x)=&\sum _{i=0}{\frac {{b-d \choose i}{a+i-1 \choose i}}{{c+i-1 \choose i}{d+i-1 \choose i}}}\;{}_{1}F_{1}(a+i;c+i;x){\frac {x^{i}}{i!}}\\=&e^{x}\sum _{i=0}{\frac {{b-d \choose i}{a+i-1 \choose i}}{{c+i-1 \choose i}{d+i-1 \choose i}}}\;{}_{1}F_{1}(c-a;c+i;-x){\frac {x^{i}}{i!}},\end{aligned}}}
што је коначна сума ако је b-d не-негативни цео број.

### Камерова веза
Камерова веза је
{\displaystyle {}_{2}F_{1}\left(2a,2b;a+b+{\tfrac {1}{2}};x\right)={}_{2}F_{1}\left(a,b;a+b+{\tfrac {1}{2}};4x(1-x)\right).}

### Клаузенова формула
Клаузенова формула
{\displaystyle {}_{3}F_{2}(2c-2s-1,2s,c-{\tfrac {1}{2}};2c-1,c;x)=\,{}_{2}F_{1}(c-s-{\tfrac {1}{2}},s;c;x)^{2}}
је коришћена од стране де Брангеса да докаже Бибербракова нагађања.

## Специјални случајеви

### Ред0F0
Као што је раније примећено, {\displaystyle {}_{0}F_{0}(;;z)=e^{z}}. Диференцијална једначина за ову функцију је {\displaystyle {\frac {d}{dz}}w=w}, која има решења {\displaystyle w=ke^{z}} где је k константа.

### Ред1F0
Такође раније примећено, 
{\displaystyle {}_{1}F_{0}(a;;z)=(1-z)^{-a}.}
Диференцијлна једначина за ову функцију је
{\displaystyle {\frac {d}{dz}}w=\left(z{\frac {d}{dz}}+a\right)w,}
или
{\displaystyle (1-z){\frac {dw}{dz}}=aw,}
која има решења
{\displaystyle w=k(1-z)^{-a}}
где је k константа.
{\displaystyle {}_{1}F_{0}(1;;z)=(1-z)^{-1}} је геометријски ред са односом z и коефицијентом 1.

### Ред0F1
Функције форме  {\displaystyle {}_{0}F_{1}(;a;z)} се зову are called конфлуентне хипергеометријске граничне функције и уско су повезане са Баселовом функцијом. Веза је:
{\displaystyle J_{\alpha }(x)={\frac {({\tfrac {x}{2}})^{\alpha }}{\Gamma (\alpha +1)}}{}_{0}F_{1}\left(;\alpha +1;-{\tfrac {1}{4}}x^{2}\right).}
Диференцијална једначина за ову функцију је
{\displaystyle w=\left(z{\frac {d}{dz}}+a\right){\frac {dw}{dz}}}
или
{\displaystyle z{\frac {d^{2}w}{dz^{2}}}+a{\frac {dw}{dz}}-w=0.}
Када a није цео позитиван број, замена
{\displaystyle w=z^{1-a}u,}
даје линеарно независно решење
{\displaystyle z^{1-a}\;{}_{0}F_{1}(;2-a;z),}
тако да је опште решење
{\displaystyle k\;{}_{0}F_{1}(;a;z)+lz^{1-a}\;{}_{0}F_{1}(;2-a;z)}
где су k, l константе. (Ако је a позитиван цео број, независно решење је тако одговарајућом Баселовом функцијом друге врсте.)

### Ред1F1
Функције форме {\displaystyle {}_{1}F_{1}(a;b;z)} се називају конфлуентне хипергеометријске функције прве врсте, пишу се и као {\displaystyle M(a;b;z)}. Непотпуна гама функција {\displaystyle \gamma (a,z)} је специјални случај.
Диференцијална једначина за ову функцију је
{\displaystyle \left(z{\frac {d}{dz}}+a\right)w=\left(z{\frac {d}{dz}}+b\right){\frac {dw}{dz}}}
или
{\displaystyle z{\frac {d^{2}w}{dz^{2}}}+(b-z){\frac {dw}{dz}}-aw=0.}
Кад је b позитиван цео број, замена
{\displaystyle w=z^{1-b}u,}
даје линеарно независно решење
{\displaystyle z^{1-b}\;{}_{1}F_{1}(1+a-b;2-b;z),}
тако да је опште решење
{\displaystyle k\;{}_{1}F_{1}(a;b;z)+lz^{1-b}\;{}_{1}F_{1}(1+a-b;2-b;z)}
где су k, l константе.
Када је a не-позитиван цео број, −n, {\displaystyle {}_{1}F_{1}(-n;b;z)} је полином.  До константних фактора, ово су Лагерови полиноми. Ово имплицира да Хермитови полиноми могу бити у терминима 1F1 такође.

### Ред2F0
Ово се дешава у повезаности са експоненцијалном интегралном функцијом Ei(z).

### Ред2F1
Историјски, најважније су функције форме{\displaystyle {}_{2}F_{1}(a,b;c;z)}. Оне се понекад зову Гаусове хипергеометријске функције, класичне стандардне хипергеометријске или често једноставно хипергеометријске функције. Термин Генералисана хипергеометријска функција се користи за функције pFq ако постоји ризик од конфузије. Ова функција је први пут употребљена у детаљима од стране Карла Фридриха Гауса, који је представио услове њене конвергенције.
Диференцијална једначина за ову функцију је
{\displaystyle \left(z{\frac {d}{dz}}+a\right)\left(z{\frac {d}{dz}}+b\right)w=\left(z{\frac {d}{dz}}+c\right){\frac {dw}{dz}}}
или
{\displaystyle z(1-z){\frac {d^{2}w}{dz^{2}}}+(c-(a+b+1)z){\frac {dw}{dz}}-abw=0.}
Позната је као хипергеометријска диференцијална једначина. Када c није позитиван цео број, замена
{\displaystyle w=z^{1-c}u}
даје линеарно независно решење
{\displaystyle z^{1-c}\;{}_{2}F_{1}(1+a-c,1+b-c;2-c;z),}
тако да је опште решење за |z| < 1
{\displaystyle k\;{}_{2}F_{1}(a,b;c;z)+lz^{1-c}\;{}_{2}F_{1}(1+a-c,1+b-c;2-c;z)}
где су k, l константе. Друга решења се могу извести за друге вредности z. У ствари, постоји 24 решења, познатих као Кумерова решења, изведених користећи различите идентитете, важећих у различитим регионима комплексне равни.
Када је a не-позитиван цео број, −n,
{\displaystyle {}_{2}F_{1}(-n,b;c;z)}
је полином. is a polynomial. До константни фактора и скалирања, ово су Јакобијеви полиноми. Неколико других класа ортогоналних полином, до константних фактора, су специјални случајеви Јакобијевих полинома, тако да ово може бити проширено коришћењем 2F1 такође. Ово укључује Лежандрове полиноме и Чебиљевшеве полиноме.
Широк спектар интеграла елементарних функција може се изразити помоћу хипергеометријске функција, нпр:
{\displaystyle \int _{0}^{x}{\sqrt {1+y^{\alpha }}}\,\mathrm {d} y={\frac {x}{2+\alpha }}\left\{\alpha \;{}_{2}F_{1}\left({\tfrac {1}{\alpha }},{\tfrac {1}{2}};1+{\tfrac {1}{\alpha }};-x^{\alpha }\right)+2{\sqrt {x^{\alpha }+1}}\right\},\qquad \alpha \neq 0.}

### Ред3F0
Оо се дешава у повезаности са Мотовим полиномима.

### Ред3F1
Ово се дешава у теорији Баселове функције. Ово пружа начин да се израчуна Баселове функција великих аргумената.

## Генералисања
Генералисана хипергеометријска функџија је повезана са Мајер Г-функцијом и МакРоберт Е-функцијом. Хипергеометријски редови су генералисани до неколико варијабли, на пример од стране Паула Емилија Апела и Јосифа Кампеа де Фериета; али је требало много да се појави упоредива општа теорија. Пронађено је много идентитета, неки сасвим изузетни. Генералисање, аналогни ку-ред, назван основни хипергеометријски ред, дат је од стране Едуарда Хејна у касном деветнаестом веку. Овде се односи сматрају узастопним терминима, уместо рационалне функције n-а, је рационална функција qn. Друго генералисање, елиптичног геометријског реда, су они редови у којима је однос термина елиптичне функције (двострука периодична мероморфна функција) n.
Билатернални хипергеометријски редови су генерализација хипергеометријске функције где се сабирају сви цели бројеви, не само позитивни.
Фокс-Рајт функције су генерализација генералисаних хипергеометријских функција где су Покамерови симболи у реду израза генералисани до гама фунцкија линеаних израза са индексом n.